# Parahilda capeneri
Parahilda capeneri är en insektsart som beskrevs av Knight 1964. Parahilda capeneri ingår i släktet Parahilda och familjen Tettigometridae. Inga underarter finns listade i Catalogue of Life.